# San Giovanni Battista (Finale Ligure)

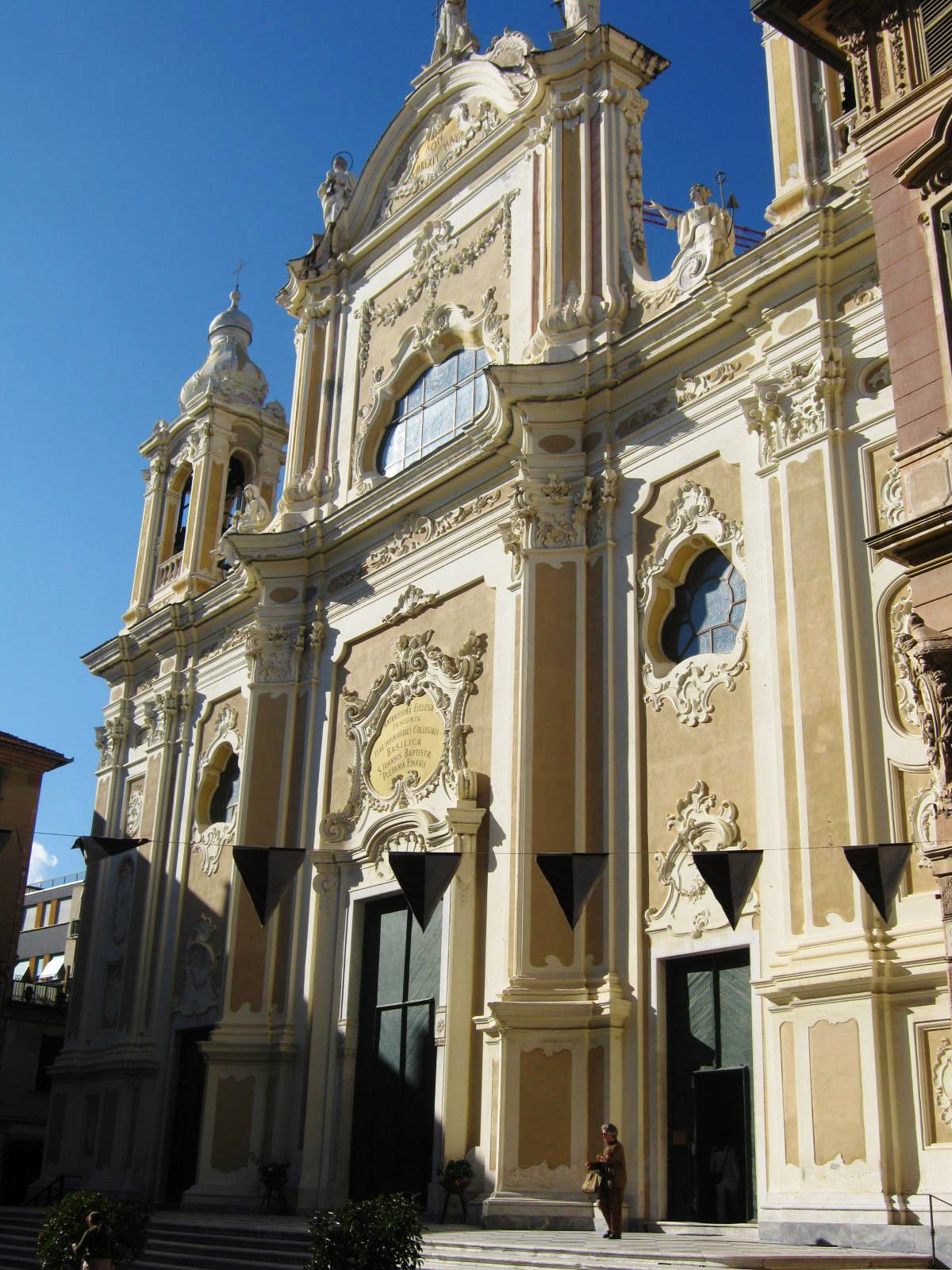
Basilika San Giovanni Battista

Die Basilika San Giovanni Battista ist eine römisch-katholische Kirche in der Gemeinde Finale Ligure in der italienischen Provinz Savona, Ligurien. Die Stifts- und Pfarrkirche des Bistums Savona-Noli trägt den Titel einer Basilica minor. Die Johannes-der-Täufer-Kirche an der Via Giuseppe Garibaldi im Stadtteil Finale Marina wurde im 17. Jahrhundert erbaut. Sie gilt als eine der künstlerisch schönsten Barockkirchen in der Region Savona und in Ligurien.

## Geschichte
Mit ihrem Bau der Kirche wurde 1619 begonnen, die Bauarbeiten zogen sich über 55 Jahre hin. Die neue Stiftskirche von Finale Marina wurde 1674 für fertig gestellt erklärt und 1675 feierlich geweiht.
Traditionell und fälschlicherweise wurde das Bauwerk zunächst mit dem Werk von Gian Lorenzo Bernini in Verbindung gebracht, doch spätere eingehende Studien schrieben die architektonische Urheberschaft der Kirche lokalen Handwerkern zu, die offensichtlich der künstlerischen Strömung des berühmten neapolitanischen Architekten folgten.
Die Barockfassade wurde 1762 von dem Architekten Nicola Barella aus Finale Marina umgestaltet.
Im April 1930 erhob Papst Pius XI. die Stiftskirche in den Rang einer Basilica minor.

## Architektur

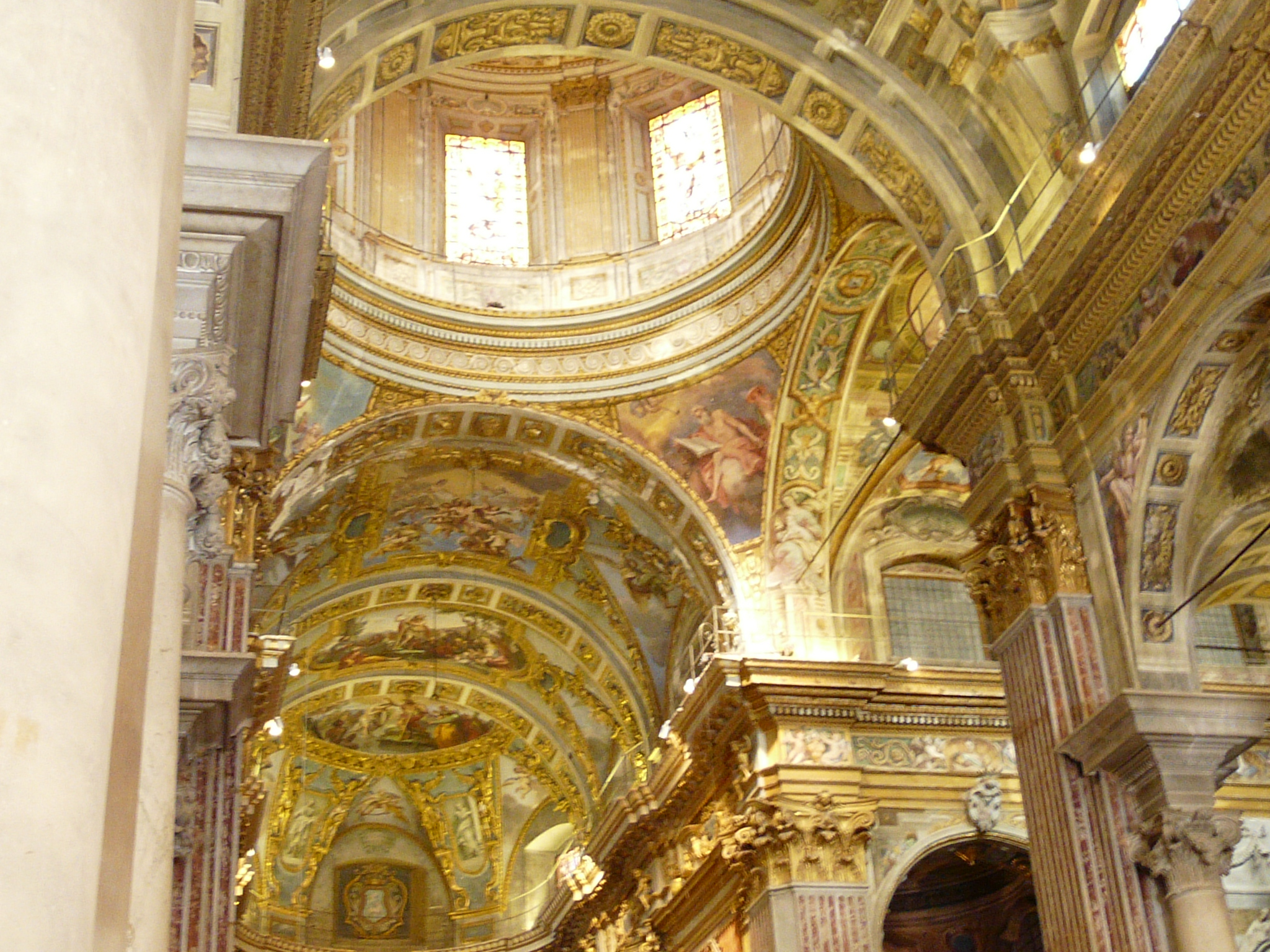
Mittelschiff mit Kuppel

An der Fassade befinden sich Statuen der heiligen Johannes der Täufer, Petrus und Paulus sowie für Hoffnung und Glaube des Bildhauers Bartolomeo Bagutti. Die 24 Meter hohe Kuppel wurde 1780 von Giuseppe Barella mit Hilfe der Genueser Künstler Simone Cantoni und Emanuele Andrea Tagliafichi errichtet.
Das Innere der dreischiffigen Basilika, der größten Kirche der Diözese, ist durch zwei Reihen von Säulenpaaren gegliedert, wobei diese genuesischen Vorbildern aus dem frühen 17. Jahrhundert folgen.

## Ausstattung

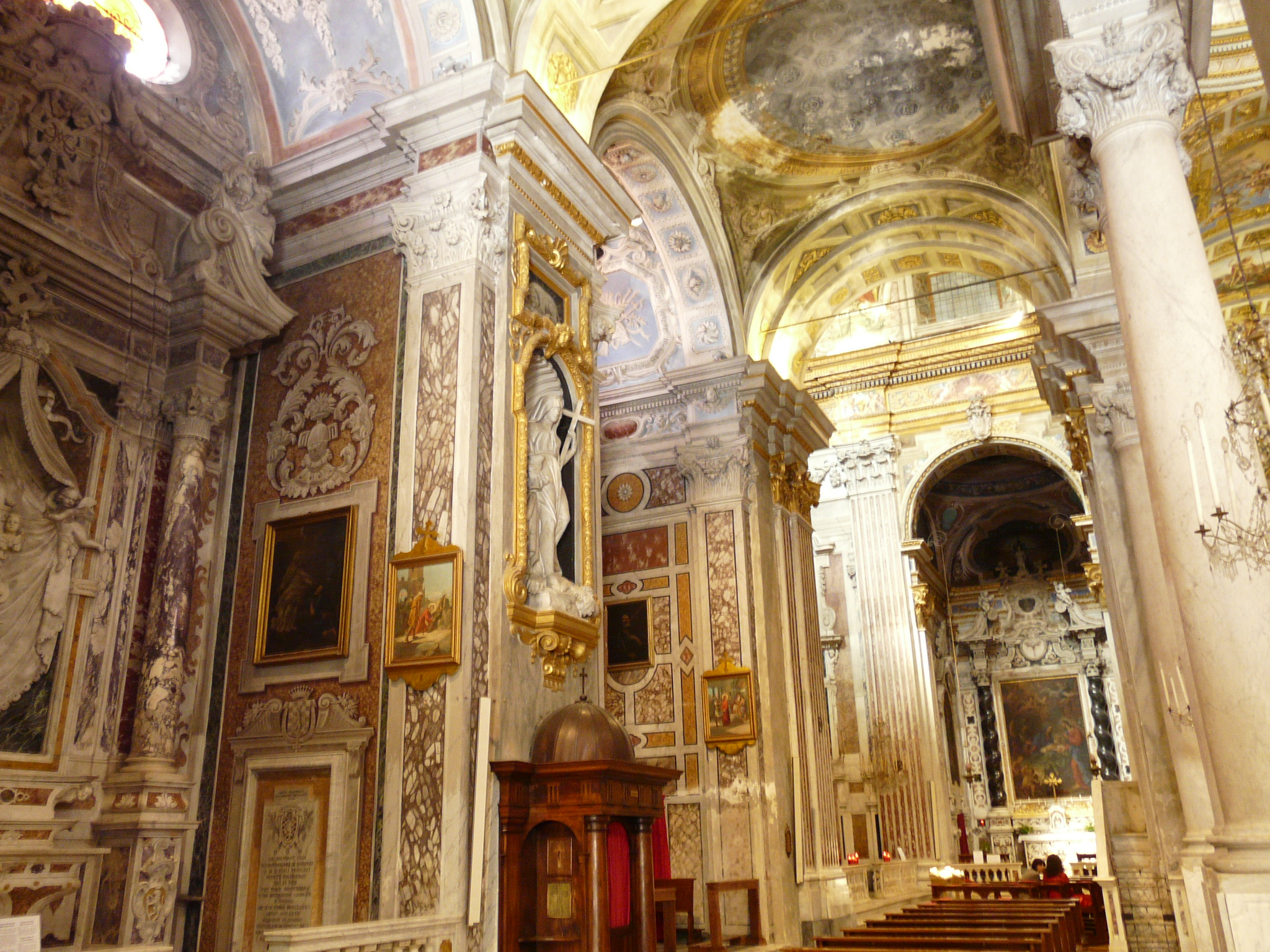
Seitenschiff

Die drei großen Fresken an der Gegenfassade aus dem Jahr 1808 sind das Werk des Malers Paolo Gerolamo Brusco und stellen die Taufe Jesu, die Predigt Johannes des Täufers am Ufer des Jordans und die Verherrlichung des Propheten dar; derselbe Maler schuf auch die Fresken am Gewölbe des Chors, die Gemälde im zentralen Fenster der Apsis und die drei großen Gemälde über den Eingangstüren. Die malerische Dekoration des Kirchenschiffs wurde 1830 von Giuseppe Passano mit Szenen aus dem Leben des Propheten inmitten von Engelsscharen ausgeführt. Die zwölf Kapellen des Kirchenschiffs wurden von Giacomo Picco mit Fresken ausgemalt.
In der vierten Kapelle des rechten Seitenschiffs befindet sich das Gemälde des Martyriums des hl. Andreas aus der Mitte des 17. Jahrhunderts; in den beiden Kapellen des Querschiffs sind die Gemälde der Madonna und der Heiligen von Domenico Bocciardo und die Glorie des Heiligen Nikolaus von Smyrna von Giovanni Battista Merano zu sehen, der auch das mit Fresken bemalte Gewölbe des Querschiffs von 1693 geschaffen hat. Der Hochaltar im Chor wurde 1767 von der Genueser Schule aus mehrfarbigem Marmor stammt geschaffen.
Die vierte Kapelle im linken Kirchenschiff beherbergt Skulpturen von Antonio Brilla, etwa Jesus übergibt Petrus die Schlüssel, und ein Kruzifix von Anton Maria Maragliano. Die Kanzel, ein Werk von Pietro Ripa, stammt aus der zweiten Hälfte des 18. Jahrhunderts. In der Sakristei, in der weitere Gemälde aus dem 17. und 18. Jahrhundert aufbewahrt werden, befindet sich das Gemälde der hln. Erasmus und Nikolaus, dessen unterer Teil eine Ansicht von Finale Marina und der Umgebung im 17. Jahrhundert zeigt.

### Orgel
Auf der Chorempore an der rechten Wand des Chors steht die Orgel, die 1904 von Cesare Bernasconi und seinem Sohn Giovanni gebaut und 2002 von Graziano Interbartolo und Giuseppe Fontana restauriert wurde.
Das Instrument hat eine pneumatische Übertragung und einen verglasten Spieltisch mit zwei Klaviaturen mit je 61 Tasten und einer geraden Pedalerie für 27 Noten. Das Gehäuse mit einem Gesims, das von zwei korinthischen Lisenen gestützt wird, zeigt eine aus 25 Hauptpfeifen bestehenden Prospekt, der von einem in Holz geschnitzten falschen Vorhang überragt wird.